# Mouettes
Mouettes es una comuna francesa situada en el departamento de Eure, en la región de Normandía.

## Demografía
| 269 | 228 | 233 | 292 | 484 | 566 | 747 |
| Para los censos de 1962 a 1999 la población legal corresponde a la población sin duplicidades (Fuente: INSEE [Consultar]) |     |     |     |     |     |     |